# Villa Rundle
Villa Rundle är en park i Malta. Den ligger i kommunen Victoria, i den nordvästra delen av landet i staden Victoria. Villa Rundle ligger 87 meter över havet. Den ligger på ön Gozo.